# Miguel Abuelo & Nada (álbum)
Miguel Abuelo & Nada es el único álbum de la banda homónima liderada por el cantante argentino Miguel Abuelo mientras este estaba auto-exiliado en Francia. 
El álbum fue lanzado originalmente en 1975 únicamente para el mercado francés. Recién se lanzaría en la Argentina en 1999 en formato CD.

## El disco
Este trabajo se destaca por ser una de las primeras incursiones en el heavy metal de parte de músicos latinoamericanos, con un sonido pesado y oscuro, con una voz de Miguel Abuelo influenciada por Black Sabbath y Uriah Heep, y con punteos de guitarra de Daniel Sbarra influenciados por Led Zeppelin, e incluso cercanos a lo que Eddie Van Halen haría algunos años después. Sin embargo, debido a que el público argentino no tuvo contacto con este álbum hasta 24 años después de su lanzamiento original, Miguel Abuelo y sus compañeros se perderían en su momento la oportunidad de ser calificados como pioneros del heavy metal latinoamericano, y este calificativo iría para otros artistas.
El álbum fue grabado por Abuelo en Francia, durante su estancia en el país galo, junto a un grupo de músicos argentinos y chilenos formado para la ocasión, consistente en el guitarrista Daniel Sbarra, el bajista Pinfo Garriga y el baterista Diego Rodríguez, más el aporte del chelista chileno Carlos Beyris, todos apadrinados por Moshe Naïm, un enigmático millonario, mecenas y productor francés, conocido de Salvador Dalí, quien había visto en Miguel Abuelo la "encarnación del rock".
El disco (inédito en Argentina hasta 1999) se mueve por los andariveles del art rock y hard rock de los 70s a través de siete canciones, con sonoridades pesadas y lisérgicas, y súbitos arrestos bucólicos y folk, marco para las letras afiebradas y extravagantes de Abuelo, quien se encarga de las voces y la guitarra acústica.
Moshe Naïm había proyectado lanzar a la banda, y les consiguió fechas para tocar por Francia, con una buena inversión monetaria en escenografía y show en vivo, pero el proyecto duró sólo ese año (1973) y, con el álbum aún no editado, Miguel Abuelo abandonó la banda, ya sea por desavenencias con Sbarra o algún otro miembro, o simplemente por su naturaleza errática y divagante.
La portada del álbum muestra a Miguel Abuelo sentado con un bebé en su regazo, que no es otro que su pequeño hijo, Gato Azul, nacido en 1972 en Londres.
Ha sido posicionado en el puesto 45  de los 100 mejores discos de rock argentino de la revista Rolling Stone.

## Lista de temas
- Autor Miguel Abuelo, excepto B2, B3 & B4, de Daniel Sbarra.

Lado A
1. "Tirando piedras al río"
2. "El largo día de vivir"
3. "Estoy aquí parado, sentado y acostado"

Lado B
1. "El muelle"
2. "Señor carnicero"
3. "Recala sabido forastero"
4. "Octavo sendero"

## Personal
- Miguel Abuelo - voz principal y coros, guitarra acústica
- Daniel Sbarra - guitarra eléctrica y coros
- Pinfo Garriga - bajo y coros
- Diego Rodríguez - batería
- Carlos Beyris - violonchelo y coros
- Juan Dalera - quena en 2
- Luis Montero - batería en 2
- Edgardo Canton - sintetizador en 1
- Gustavo Kerestesachi - sintetizador en 3
- Teca & Verónica - coros en 2 & 3

### Reediciones
Al ganar status de 'álbum de culto' este disco fue reeditado muchas veces en formato físico, tanto en Europa como en Sudamérica, además de las versiones legales de descarga digital.
En 1994 fue lanzado en Bélgica en LP de vinilo, producido por el sello Fanny, aunque esta fue una edición pirata.
En 1999 finalmente ve la luz en Argentina, en CD, a través de Condor's Cave, mientras que en la propia Francia fue relanzado por el mismo Moshe Naïm, tanto en LP de vinilo como en CD.
En 2017 aparece en Brasil via Retro Remasters Plus, mientras que en 2019 se reedita en Argentina bajo el sello RGS, ambos en CD.
En 2019 el sello español Guerssen relanza el disco en LP de vinilo remasterizado.